# 杰西·雷诺兹
杰西·雷诺兹（英語：Jesse Reynolds，1996年10月2日—），新西兰男子游泳运动员。他曾代表新西兰参加2018年和2022年英联邦运动会游泳比赛，其中2022年英联邦运动会获得一枚银牌。